# Chaillevois
Chaillevois ist eine französische Gemeinde mit 197 Einwohnern (Stand 1. Januar 2022) im Département Aisne in der Region Hauts-de-France (vor 2016 Picardie). Sie gehört zum Arrondissement Laon, zum Kanton Laon-1 und zum Gemeindeverband Picardie des Châteaux.

## Geografie
Die Gemeinde Chaillevois liegt an der Mündung des Ardon in die Ailette, die die südliche Gemeindegrenze markiert und vom Oise-Aisne-Kanal begleitet wird, rund zehn Kilometer südwestlich von Laon. Nachbargemeinden von Chaillevois sind Montbavin im Norden, Royaucourt-et-Chailvet im Osten, Chavignon im Süden sowie Merlieux-et-Fouquerolles im Westen.

## Geschichte
Während des Ersten Weltkriegs war Chaillevois von September 1914 bis Oktober 1918 von der deutschen Armee besetzt.

### Bevölkerungsentwicklung
| Jahr                       | 1962 | 1968 | 1975 | 1982 | 1990 | 1999 | 2011 | 2021 |
| Einwohner                  | 121  | 149  | 160  | 155  | 174  | 175  | 185  | 187  |
| Quellen: Cassini und INSEE |      |      |      |      |      |      |      |      |

## Sehenswürdigkeiten
- Kirche Saint-Pierre, Monument historique seit 1932

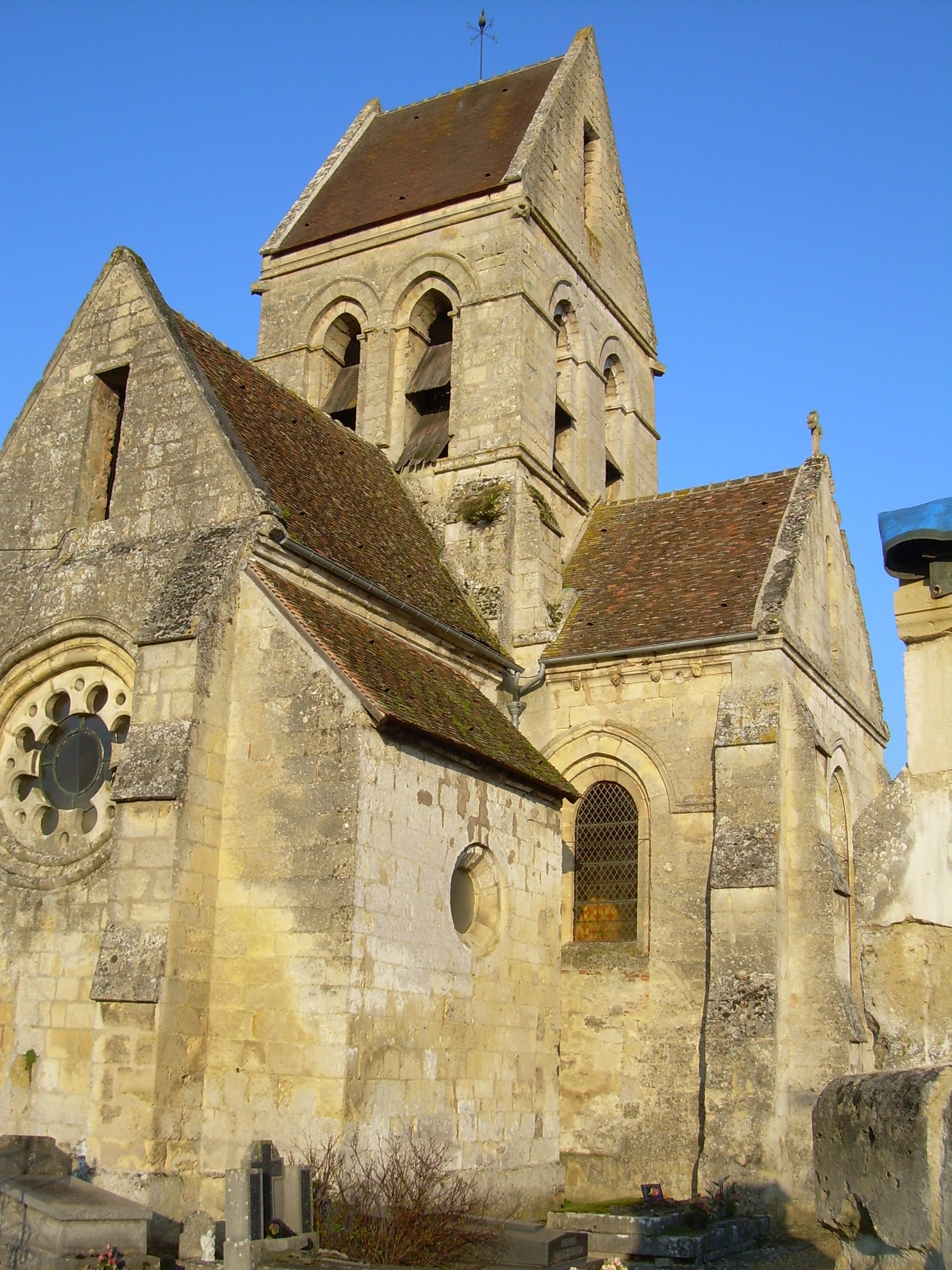
Kirche Saint-Pierre
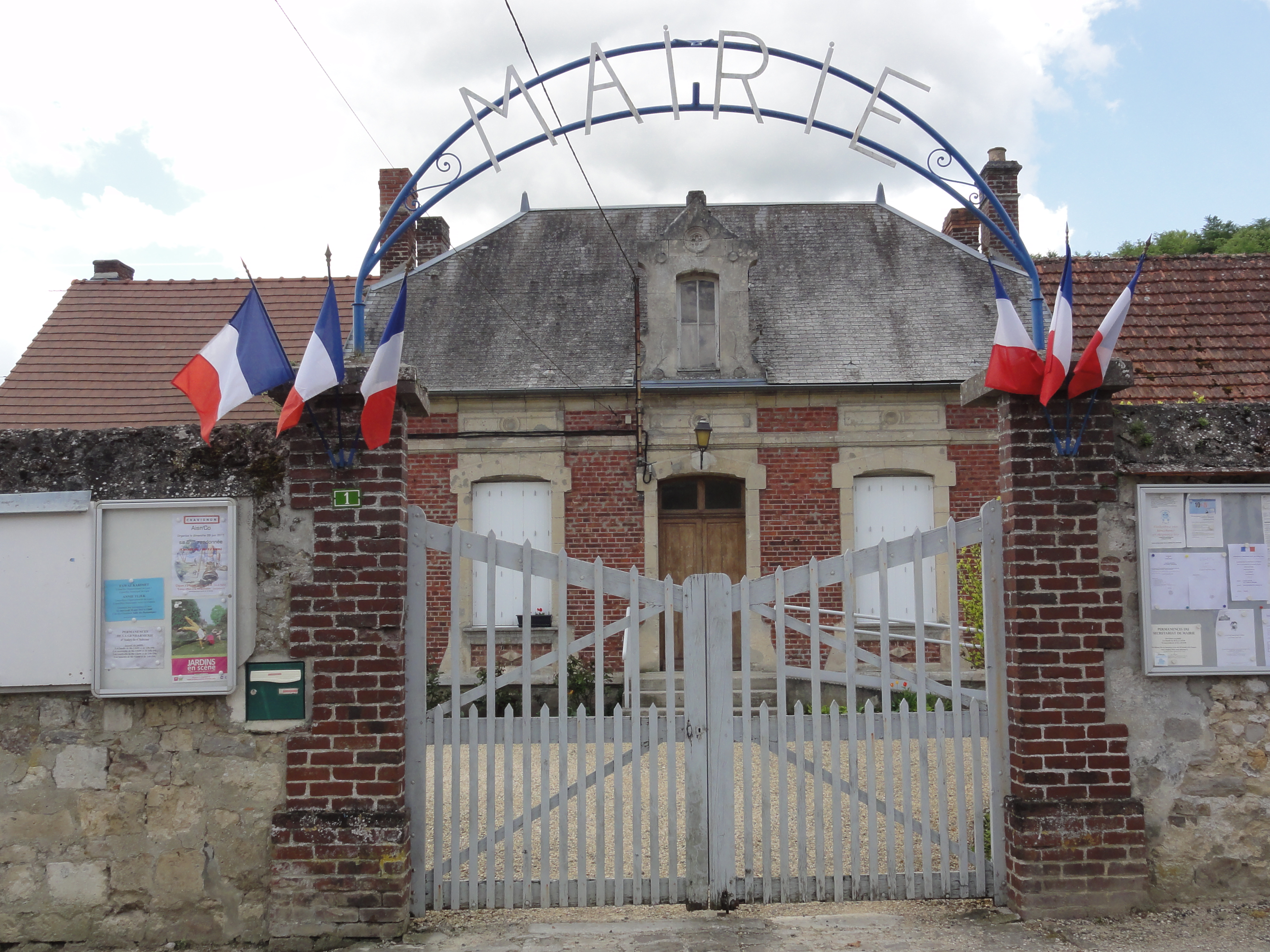
Rathaus
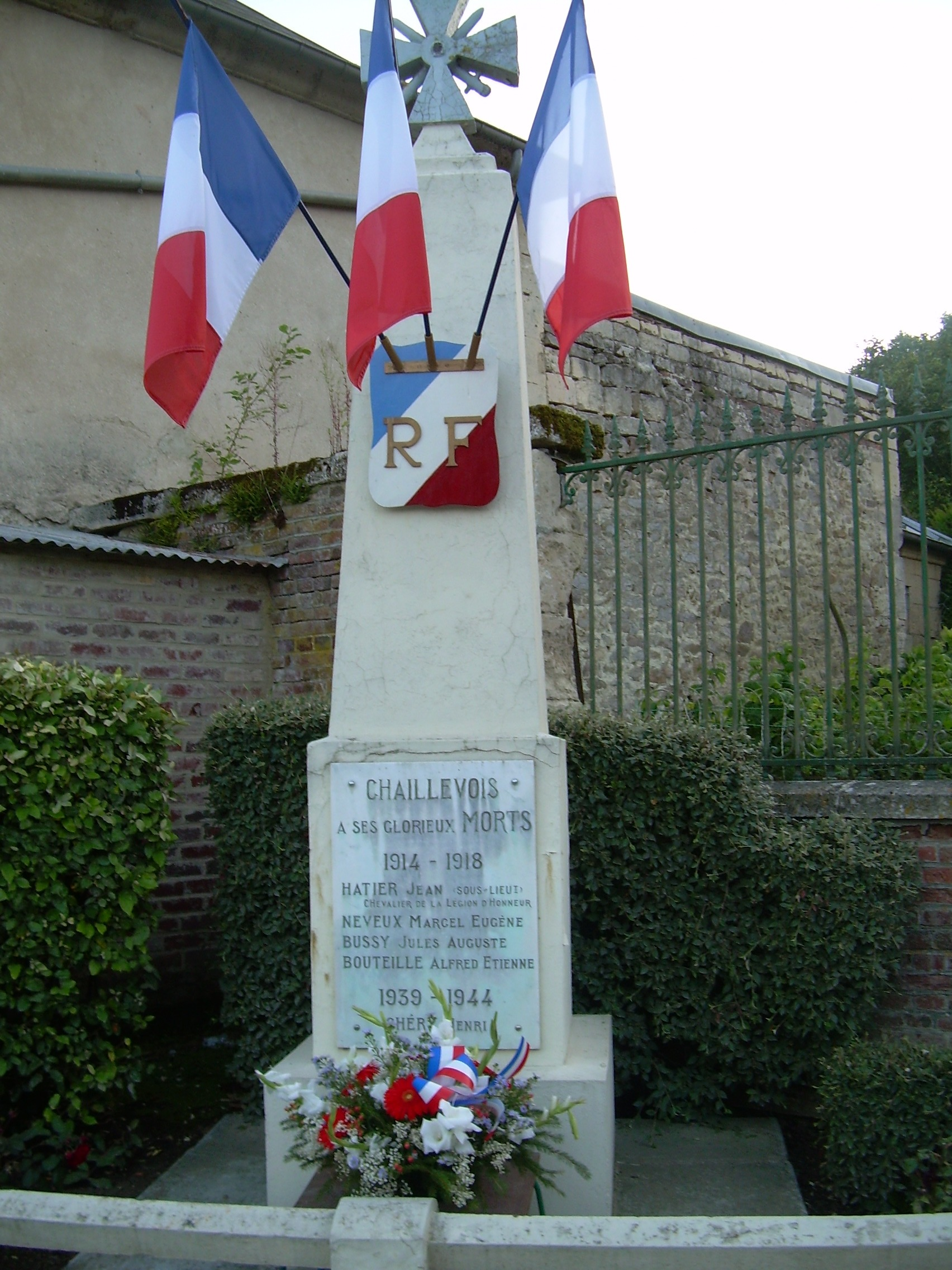
Gefallenendenkmal